# Parafia św. Michała Archanioła w Turowie
Parafia świętego Michała Archanioła w Turowie – parafia rzymskokatolicka znajdująca się w archidiecezji warmińskiej, w dekanacie Grunwald.